# ケルベロス-地獄の番犬
『ケルベロス-地獄の番犬』（ケルベロス じごくのばんけん）は、1991年の日本映画。監督は押井守。後に「ケルベロス・サーガ」と呼ばれる作品シリーズの一つ。

## 概要
同じ押井守の作品である『紅い眼鏡/The Red Spectacles』の続編。物語は前作の続きではなく、冒頭部の都々目の国外脱出から、帰国するまでの中間に当たる。
低予算であった前作から大幅にスケールアップしており、前作では3体しか製作されなかったプロテクトギアは、本作では2000万円の予算をかけてケルベロスの頭部の数にちなみ50体が造られた。公開当時の記事などで「50 = ケルベロスの頭の数」という記述があるが、伝説上のケルベロスの頭は３つである。本作の首都警のエンブレムにデザインされているケルベロスも３つの頭をもつ。また50体造られたというプロテクトギアも、本格的な造型がされたものは主要人物用の数体分のみであり、ほとんどはウレタン製の簡易なボディーアーマーのみ着用する仕様だった。この簡易版プロテクトギアは本編冒頭の反乱事件のシーンでモブとして登場するほか、劇場公開ポスターに使用された部隊の集合写真でも見分けがつく。ちなみにポスターでは合成写真で実際よりも多くの隊員が並んでいるように加工されている。
香港や台湾での長期ロケも敢行され、香港では銃器メーカー寶力道具有限公司の協力により日本では不可能な実銃による撮影が行われた。ケルベロス・サーガでプロテクトギア着用隊員が使用する銃器はもっぱらMG34であるが、本作のみMG42である。これは香港の撮影で使用できるのがMG42だったためである。MG42は連射速度が速く、発砲音が一続きに聴こえてしまうため、劇中の発砲シーンでは発砲音を別の銃器のものに換えている。また、銃身交換が容易であるというMG42の特徴を活かしたアクション演出がみられる。
当初こそ「強化装甲服『プロテクトギア』が大量に登場するアクション映画」の予定だったが、様々なアクシデントが重なり、中々調子の出ない押井に撮影監督の間宮庸介が「やりたいようにやればいいんじゃないか」と声をかけ、押井は吹っ切れた。それから、あらかじめ用意されたシナリオより、その時に押井自身が撮影したい風景や道具を中心に撮影していった。
編集作業の段階で、「俳優の芝居を片っ端から没にする」という方針で作品の全体像を構築していった。そして現在の「台湾の路地裏を長身の男性と、少年の様な少女が徘徊する」という内容の映画になった。
押井は「コンセプトが明快な映画になったので嬉しかった。同時に『実写作品のスタッフとしてのキャリアもこれで終わりかな』とも思ったが、これだけ好き放題に作れたので後悔はなかった」と振り返っている。

## 物語
首都警特機隊、通称「ケルベロス隊」の反乱事件から3年後。仮出所した元隊員の乾は、事件当時一人だけ国外へ逃亡した上官の都々目紅一を追って、台湾の地に立つ。逃亡者支援組織の男「林」の手引きで紅一の住居に踏み込んだ乾だったが、紅一は同居する少女「唐密」を残して姿を消していた。乾は唐密とともに、紅一の痕跡を追って台湾各地を巡る旅に出る。

## キャスト
- 乾（いぬい）：藤木義勝
- 都々目紅一（とどめこういち）：千葉繁
- 唐密（タンミー）： 蘇意菁
- 林（はやし、白服の男）：松山鷹志

## 出演協力
- 鈴木啓之祐
- 北村隆幸
- 貞方祥
- 立木文彦
- 池田勝
- 田中亮一
- 田中和実
- 光岡湧太郎
- 中田譲治
- 菅原正志
- 佐藤政道
- 辻谷耕史

## スタッフ
- 原作・監督・脚本：押井守
- 製作総指揮：渡辺繁、山田登
- プロデューサー：上野澄明、林大介
- 企画：早川忠継、岡正
- 撮影：間宮庸介
- 音楽：川井憲次
- 美術：手塚常光
- 編集：森田清次
- メカデザイン：出渕裕
- 造型製作：品田冬樹
- 録音演出：浅梨なおこ
- 助監督：松本祐幸
- 制作主任：明瀬礼洋
- スペシャルエフェクト・スーパーバイザー：納富貴久男（BIGSHOT）
- 現像：IMAGICA
- 録音スタジオ：東京テレビセンター
- 製作プロダクション：オムニバスプロモーション

## タイトル
タイトルは当初『ケルベロスの島』であったが、途中から『His Master's Voice』に変更されたものの日本ビクターの商標登録であることから許可が下りず、苦肉の策として公開タイトルは『ケルベロス-地獄の番犬』となった。LD化の際には、同じく公開タイトルから変更して発売された『王立宇宙軍 オネアミスの翼』にならい、『Stray Dog - KERBEROS PANZER COPS』（ストレイ・ドッグ - ケルベロス パンツァー コップス）とタイトルを変更された。これは原題にして正式タイトルである。

## DVD
2003年に発売されたDVD-BOX「押井守シネマ・トリロジー 初期実写作品集」に収録されている。2010年4月23日には単体版も発売された。